# Tervasaari och Mäntysaari
Tervasaari och Mäntysaari är en ö i Finland. Den ligger i Karhijärvi och i kommunen Björneborg i den ekonomiska regionen  Björneborgs ekonomiska region  och landskapet Satakunta, i den sydvästra delen av landet, 200 km nordväst om huvudstaden Helsingfors. Öns area är 1,8 hektar och dess största längd är 310 meter i nord-sydlig riktning.